# De Koog

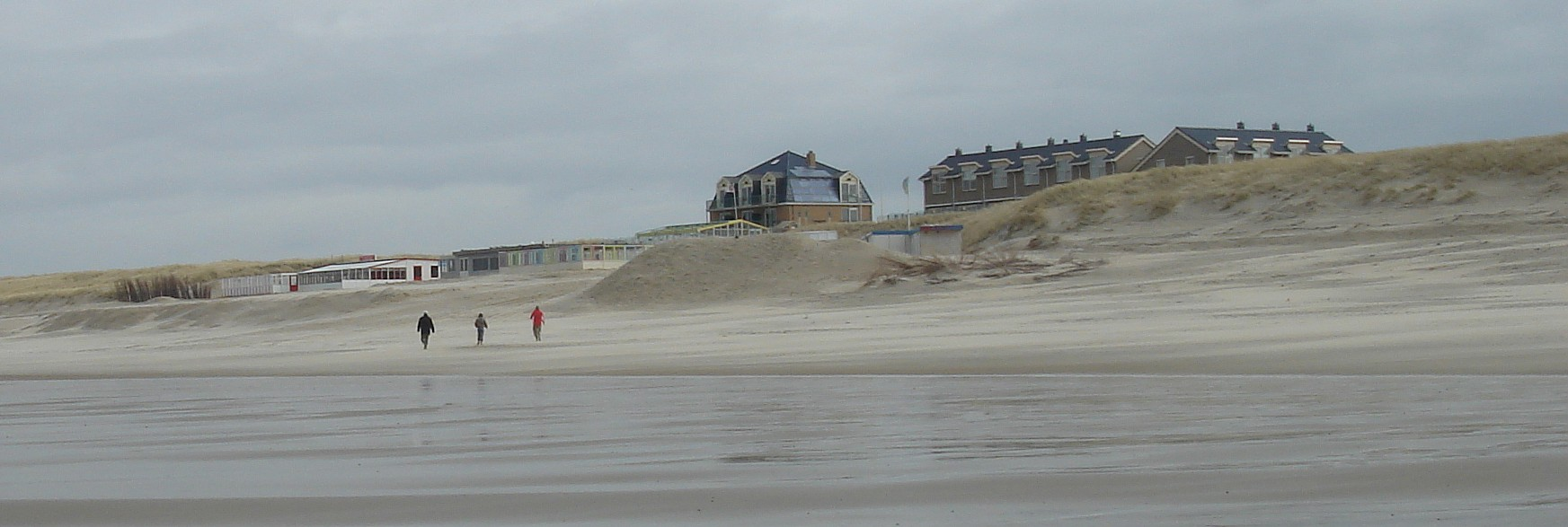
De Koog (Texel, Paesi Bassi): spiaggia con dune

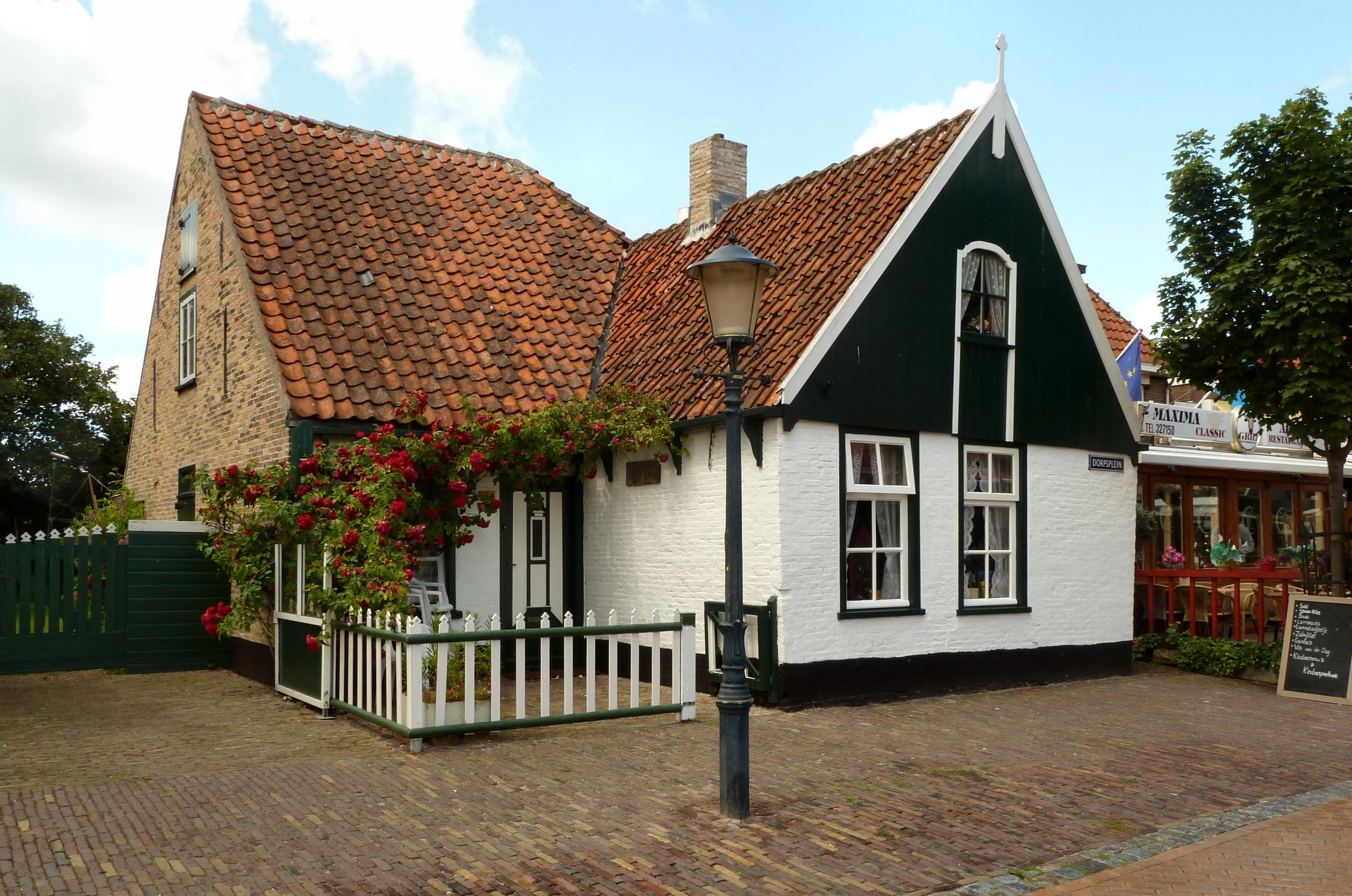
Edificio tipico, classificato come rijksmonument, nella Dorpstraat di De Koog

De Koog (pron.: /de ko:x/; 1.300 ab. ca.) è una località balneare sul Mare del Nord dell'Olanda Settentrionale, situata all'interno del Nationaal Park Duinen van Texel, nell'isola di Texel (e omonimo comune), la più estesa tra le isole che compongono l'arcipelago delle Isole Frisone Occidentali.
In origine un villaggio di pescatori, ora si può considerare, di fatto, l'unica vera e propria stazione balneare dell'isola.

## Etimologia
Il nome del villaggio deriva da cooghen, termine con cui, nel XIV secolo, si indicavano i polder.

## Geografia fisica

### Collocazione
De Koog si trova nel tratto centrale della costa occidentale dell'isola di Texel, a nord-ovest di Den Burg, il capoluogo dell'isola.

## Storia
Nel XVI secolo, De Koog cessò di essere un villaggio dedito alla pesca, a causa degli insabbiamenti della costa.
Sempre nel corso del XVI secolo, tra il 1559 e il 1570, la località fu colpita da due grandi alluvioni, con la conseguenza che molti degli abitanti si trasferirono a Den Hoorn.
Nel 1622, la località contava appena 649 abitanti.
Nel corso degli anni trenta del XX secolo, De Koog era - secondo un rapporto della Camera di Commercio di Alkmaar - già annoverata tra le più amate località balneari dei Paesi Bassi.

In quel periodo, la via principale di De Koog, la Dorpstraat, iniziò a popolarsi di ristoranti, bar e locali da ballo, mentre nelle spiagge della località comparirono numerosi padiglioni.

## Luoghi d'interesse

### Ecomare
A De Koog si trova "Ecomare", un centro di documentazione sul Waddenzee con annesso un museo di storia naturale ed acquario con foche e leoni marini.
|  |  |

### Altri luoghi d'interesse
- Chiesa del 1415
- Juttersmuseum Flora
- Grand Hotel Opduin

|  |